# Демиденко Олександр Степанович
Олександр Степанович Демиденко (народився 6 квітня 1940 в селі Будилка Лебединського району Сумської області) — поет-пісняр, автор текстів понад 200 пісень. Найбільше відомий як автор слів пісні «Плаче захмарене небо».З 2005 Олександр Демиденко влітку живе в селі Коробчине Носівського району, друкується в районній газеті. Багато його віршів присвячено Носівському краю та жителям Носівщини. Член Національної спілки письменників України (з 4 червня 2009).

## Життєпис
Олександр Демиденко свідок голоду 1947 року. Новосічанську середню школу закінчив у 1957, село Нова січ Сумського району. 
1957 за бажанням батьків вступив до медучилища, де навчався на військового фельдшера. Провчився один семестр. Зрозумівши, що цей фах не для нього, покинув навчання.
1958 за комсомольською путівкою поїхав на шахти Донбасу, працював у Ново-Горлівці, на шахті 8-А імені Сталіна  — прохідником, лісогоном (подавав ліс для закріплення лави). 
1959 поїхав у Жданов (нині Маріуполь). 1959-1961 працював у БМУ-7, тинькував Ждановський театр.
В 1960 був свідком відкриття театру (перша вистава режисера Вєтрова, «Сила любви»). Тоді до металургів приїжджали письменники Михайло Стельмах, Євмен Доломан, Василь Земляк, Володимир Торін.
Друкувався в газеті «Приазовський рабочий», був учасником літстудії. 
Почав навчання 1 вересня 1961, згодом на 2 місяці 650 студентів направили в Вінницьку область, село Іванька Липовецького району в колгосп збирати кукурудзу. 
1963 вийшла на сцену написана восени 1963 пісня «Плаче захмарене небо».  Цікава історія її написання. У жовтні 1962 року студент факультету української філології Чернівецького університету Ярослав Вишиваний (1935-2010) був засмучений через те, що його покинула кохана дівчина. Щоб розрадити товариша по кімнаті гуртожитку, студент цього ж факультету Олександр Демиденко написав слова до мелодії, яка на той час уже була написана Ярославом і яку той грав на власному баяні. Баян був великою цінністю, тому хлопці боялися, щоб його не вкрали. Ярослав закінчив Теребовлянське культосвітнє училище (диригент), а сам родом із Юстинівки Підгаєцького району
Тернопільської області (де зараз похований поруч із матір’ю). Степан Сабадаш керував хором «Ластівка» і хором університету. Пісня відразу стала популярна серед студентів університету, вперше на сцені її виконав 1963 року університетський хор, яким керував уже Ярослав Вишиваний. Пісню виконувало тріо «Либідь» (це тріо також виконувало пісні Демиденка «Диво-сон», «Кажуть люди що я засватана»), тріо «Криниченька», тріо сестер Сокальських. 
З 1969 працював у Сумах в обласному будинку народної творчості, де відповідав за клубні установи Сумщини.
З 1971 — в Києві. 

## Творчість
Автор збірок поезій  «Плаче захмарене небо», «Диво-сон», «Калинові дзвони», збірок дитячої поезії «У сузір'ї внуків», «Лисиччине дзеркало», «Україна в нас одна», «Місяць художник», «Пори року».
У доробку поета також є книжки для дітей «У сузір'ї внуків», «Лисиччине дзеркало», «Україна в нас одна», «Місяць художник», «Пори року».
До 70-річного ювілею поета вийшло два компакт-диски найкращих пісень. Його твори – „Материнський рушник”, „Диво-сон”, „Голодомор”, „Мальви”, „Плаче захмарене небо”, „Запитай у спогадів про літо” та інші покладені на музику відомих українських композиторів.
Є автором гімну Носівського району, гімну Бобровиці, гімну Володькової Дівиці.